# Cal Pere Casanella
Cal Pere Casanella és una obra de Mediona (Alt Penedès) inclosa a l'Inventari del Patrimoni Arquitectònic de Catalunya. Es tracta d'un edifici significatiu ubicat al centre urbà de Sant Joan de Mediona, on destaquen els seus acabaments, en aquest cas els balcons de ferro forjat i les formes esglaonades de la teulada